# Sjur Gautneb
Sjur Gautneb (...) è un ex sciatore alpino norvegese.

## Biografia
Gautneb nel 1979 vinse la medaglia d'argento ai Campionati norvegesi nella combinata; non prese parte a rassegne olimpiche né ottenne piazzamenti in Coppa del Mondo o ai Campionati mondiali.

## Palmarès

### Campionati norvegesi
- 1 medaglia[senza fonte] (dati parziali fino alla stagione 1978-1979):
  - 1 argento (combinata nel 1979)[senza fonte]